# Benediktinerabtei Saalfeld
Die Benediktinerabtei Saalfeld (lat. monasterium Salauelda oder Abbatia Salfeldensis) war ein im Mittelalter bedeutendes Kloster der Benediktiner in Saalfeld/Saale in Thüringen.

## Geschichte

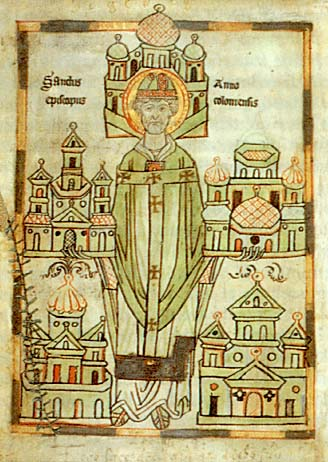
Anno II. in der Vita Annonis Minor mit seinen Stiftungen, darunter die Abtei Saalfeld (unten links?)

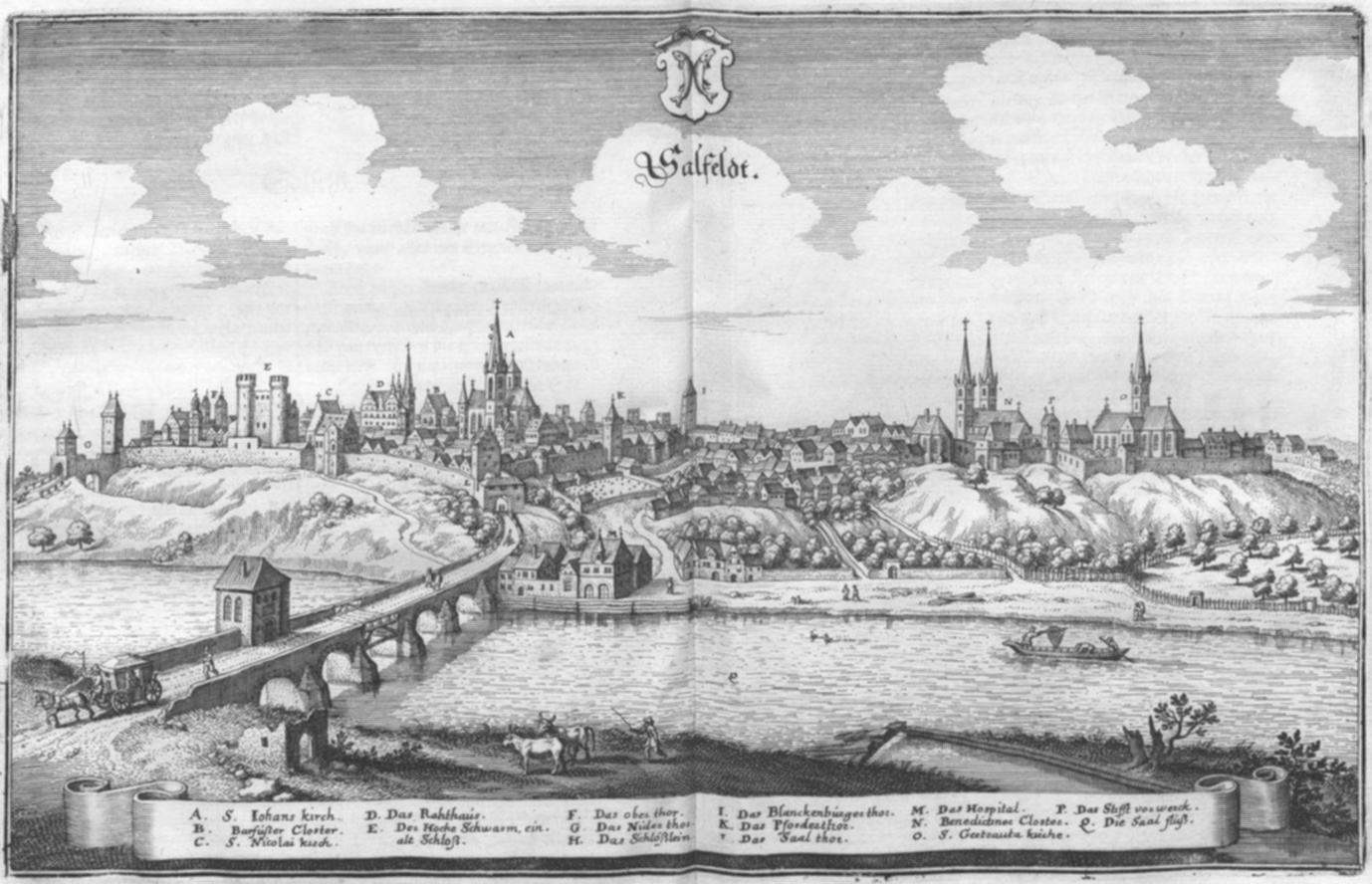
Saalfeld, Idealdarstellung um 1650 mit der Benediktinerabtei (rechts)

Der ostfränkische König und künftige Kaiser Heinrich II. schenkte das Gebiet um den am 11. März 899 als salauelda erstmals erwähnten Königshof, die provincia Salaveld, mit weiteren Reichsgütern und Königshöfen um eine alte Kult- und Gerichtsstätte bei der hohen Eiche auf der Saalfelder Höhe, im waldreichen südlichen Orlagau (in superiori sylva) und um den Berg Coburg an einer alten Heer- und Handelsstraße von der Saale zum Main im Jahr 1012 dem Pfalzgrafen Ezzo von Lothringen zur standesgemäßen Ausstattung dessen Gemahlin, der Kaisertochter Mathilde, anlässlich der Aussöhnung nach einem erfolglosen Feldzug gegen Ezzo. Zu dieser Schenkung kamen 1016 der strategisch wichtige Handelsplatz und Königshof am Rhein Duisburg und die Kaiserpfalz Kaiserswerth bei Düsseldorf. Ezzos Tochter Richeza vermachte den Besitz wiederum nach verfälschten Urkunden 1056 dem Erzbistum Köln. Richezas Bruder, der Kölner Erzbischof Hermann II., sollte durch diese Übertragung das Erbe der Familie sichern, war aber im Jahr des Inkrafttretens verstorben.
Als der neue Erzbischof Anno II. das Erbe der am 21. März 1063 in der Königspfalz Saalfeld verstorbenen Richeza antrat, veranlasste er die in der vermutlich 810 begründeten Urpfarrei St. Gertrudis ansässigen Kanoniker zur Gründung eines der hl. Maria und den Aposteln Petrus und Paulus geweihten Chorherrenstifts. Auf dem Grundhof auf dem Petersberg, einem Uferplateau südlich der Pfalzkapelle, soll sich eine kleine frühchristliche Kapelle befunden haben, über der die Chorherren den Hochaltar der Stiftskirche errichten ließen. 1071 übereignete Anno das Stift Benediktinermönchen aus den Reformabteien St. Michael auf dem Siegberg, der einstigen Stammburg Ezzos, und St. Pantaleon in Köln, die eine nach seinen Vorstellungen gestaltete Spielart der geistlichen Reformbewegung von Cluny, die Siegburger Reform, umsetzen sollten.
Damit begründete er das Benediktinerkloster St. Peter und Paul. Die Abtei wurde 1074 mit der geistlichen Gewalt und umfangreichen Gütern ausgestattet und 1124 von Papst Honorius II. und 1125 durch das Erzbistum Mainz bestätigt. Der Ort entwickelte sich schnell zum kirchlichen Machtzentrum im östlichen Thüringen und wurde Ausgangspunkt der Christianisierung sowie Besiedlung der Umgebung. Die Reichsstadt Saalfeld gründete Kaiser Friedrich I. um 1180 separat aus einem Siedlungskern nahe der alten Burganlage des Reichshofes. Ein zweiter Weiler, das Fischerdorf Altsaalfeld, befand sich am Ufer der Saale. Die Abtei lag nun vor den Toren der mittelalterlichen Stadt, die schon 1208, von König Otto IV. an die Grafen von Schwarzburg verpfändet, ihren reichsunmittelbaren Status verlor und 1212 Lehen der Schwarzburger wurde.
Über die Gründung des Klosters berichtet der Geschichtsschreiber Lampert von Hersfeld, der mehrere Wochen im Saalfelder Kloster verweilte. Seine Chroniken sind für viele Jahre die einzigen Schriftquellen zur Geschichte der Abtei und der Region. Belegt ist, dass das Kloster Propsteien in Coburg (ab 1075) und Probstzella (1116 als Bethaus eingerichtet, 1225 erstmals als Propstei genannt) errichtete. Die Abtei Saalfeld beanspruchte den Status einer reichsunmittelbaren Fürstabtei, war damit weltliches Fürstentum und besaß reichen Grundbesitz in Thüringen und Franken. 1497 stattete der römisch-deutsche König Maximilian I. die Abtei mit den Reichsregalien aus.
Während der Reformation wurde das Kloster 1526 säkularisiert. Der letzte Abt Georg von Thüna verkaufte das vom Konvent aufgelöste Kloster an die Grafen von Mansfeld. Nach dem Weiterverkauf an das Haus Wettin 1532 nutzte die kurfürstlich-sächsische Verwaltung des Amts Saalfeld die während der Besetzung durch Saalfelder Bürger im Zuge des Bauernkrieges 1525 teilweise zerstörten und verwüsteten Abteigebäude. Von 1677 bis 1720 wurde das Residenzschloss in Saalfeld auf dem Gelände der ehemaligen Benediktinerabtei errichtet, deren Gebäude einschließlich der romanischen Basilika dafür 1676 gesprengt und abgerissen wurden.